# 퀵 건
《퀵 건》(The Quick Gun)은 미국에서 제작된 시드니 샐코우 감독의 1964년 영화이다.

## 출연

### 주연
- 오디 머피 - 클린트 쿠퍼 역
- 메리 앤더스 - 헬렌 리드 역

### 조연
- 제임스 베스트 - 스코티 그랜트 역
- 테드 드 코르시아 - 스팽글러 역
- 월터 샌드 - 톰 모리슨 역
- 렉스 홀맨 - 릭 모리슨 역
- 찰스 메레디스 - 스탤리 목사 역
- 프랑크 퍼거슨 - 댄 에반스 역
- 모트 밀스 - 케이글 역
- 그레그 팔머 - 도노번 역
- 프랭크 거슬 - 조지 킬리 역
- 스티븐 로버츠 - 스티븐스 박사 역
- 폴 브라이어 - 미첼 역
- 윌리암 포세트 - 마이크 역
- 레이먼트 해튼